# Воронцов Георгій Георгійович
Георгій Георгійович Воронцов (10 листопада 1883, Подольський повіт Московської губернії, тепер Московської області, Російська Федерація — 1924, місто Конотоп, тепер Сумської області) — радянський діяч, голова виконавчого комітету Конотопської окружної ради Чернігівської губернії. Член ВУЦВК.

## Життєпис
Член РСДРП(б).
Учасник громадянської війни в Росії.
У 1923—1924 роках — голова виконавчого комітету Конотопської окружної ради Чернігівської губернії.
Помер у 1924 році.